# Gelanor latus
Gelanor latus är en spindelart som först beskrevs av Eugen von Keyserling 1881.  Gelanor latus ingår i släktet Gelanor och familjen kaparspindlar. Inga underarter finns listade i Catalogue of Life.